# VSG Lippeaue zwischen Hamm und Lippstadt mit Ahsewiesen
VSG Lippeaue zwischen Hamm und Lippstadt mit Ahsewiesen este o arie protejată (arie de protecție specială avifaunistică — SPA) din Germania întinsă pe o suprafață de 2.301,23 ha, integral pe uscat.

## Localizare
Centrul sitului VSG Lippeaue zwischen Hamm und Lippstadt mit Ahsewiesen este situat la coordonatele 51°39′51″N 8°05′30″E / 51.6642°N 8.0917°E.

## Înființare
Situl VSG Lippeaue zwischen Hamm und Lippstadt mit Ahsewiesen a fost declarat arie de protecție specială avifaunistică în decembrie 2004 pentru a proteja 56 de specii de animale.

## Biodiversitate
Situată în ecoregiunea atlantică, aria protejată nu include niciun habitat protejat.
La baza desemnării sitului se află mai multe specii protejate de  păsări (56): lăcar-de-lac (Acrocephalus scirpaceus), pescăruș albastru (Alcedo atthis), rață sulițar (Anas acuta), rață lingurar (Anas clypeata), rață mică (Anas crecca crecca), rață fluierătoare (Anas penelope), rață cârâitoare (Anas querquedula), Anas strepera strepera, Anser albifrons albifrons, gâscă de semănătură (Anser fabalis), fâsă de luncă (Anthus pratensis), ciuf de câmp (Asio flammeus), rață-cu-cap-castaniu (Aythya ferina), buhai de baltă (Botaurus stellaris stellaris), fugaci de țărm (Calidris alpina), fugaci roșcat (Calidris ferruginea), egretă mare (Casmerodius albus albus), Charadrius dubius curonicus, chirighiță neagră (Chlidonias niger), barză albă (Ciconia ciconia ciconia), barză neagră (Ciconia nigra), erete de stuf (Circus aeruginosus), erete vânăt (Circus cyaneus), cristeiul de câmp (Crex crex), lebădă de iarnă (Cygnus cygnus), Falco peregrinus peregrinus, șoimul rândunelelor (Falco subbuteo), becațină comună (Gallinago gallinago), Grus grus grus, sfrâncioc roșiatic (Lanius collurio), sfrâncioc mare (Lanius excubitor excubitor), Limosa limosa limosa, privighetoare (Luscinia megarhynchos), becațină mică (Lymnocryptes minimus), ferestraș mic (Mergus albellus), Mergus merganser merganser, gaia neagră (Milvus migrans), gaia roșie (Milvus milvus), Numenius arquata arquata, grangur (Oriolus oriolus), vultur pescar (Pandion haliaetus), viespar (Pernis apivorus), bătăuș (Philomachus pugnax), ploier auriu (Pluvialis apricaria), cresteț pestriț (Porzana porzana), Rallus aquaticus aquaticus, lăstun de mal (Riparia riparia), mărăcinar (Saxicola rubetra), mărăcinar negru (Saxicola torquatus), Tachybaptus ruficollis ruficollis, fluierar negru (Tringa erythropus), fluierar de mlaștină (Tringa glareola), fluierar cu picioare verzi (Tringa nebularia), fluierarul de zăvoi (Tringa ochropus), fluierarul cu picioare roșii (Tringa totanus), nagâț (Vanellus vanellus).